# Palo (Filipinas)
Palo es un municipio filipino de tercera clase, perteneciente a la provincia de Leyte, en las Bisayas Orientales.

## Historia
El pueblo fue cabecera de la provincia de Leyte. Hacia el año 1865, tenía contabilizada una población de 10 944 habitantes. Aparece descrito en el Estado geográfico, topográfico, estadístico, histórico-religioso, de la santa y apostólica provincia de S. Gregorio Magno (1865) de Félix de Huerta con las siguientes palabras:

PALO. Este pueblo es uno de los primeros que fundaron en esta isla de Leite los PP. de la sagrada Compañía de Jesus, el cual fué cabecera de provincia antiguamente, y casa rectoral de dichos Padres Jesuitas. El año de 1768 se encargaron de su administracion los RR. PP. agustinos, y de estos pasó á nuestro cargo el año de 1843, constando á la sazon de 1492 tributos con 6588 almas, y siendo asignado por primer cura franciscano el R. P. Fray Baldomero Baena. Se halla situado á los 11° 13' 5" latitud, en una hermosa llanura, como á media legua de la costa E. de la isla, al pié S. del monte Guinhandang y á la izquierda de un rio que corre de O. á E. y desemboca en la mar. Confina por N. con el pueblo y cabecera de Tacloban, á dos leguas; por S. con el de Tanáuan á la misma distancia que el anterior, y por O. con el de Alangalang, á unas cinco leguas. El clima es cálido y húmedo, pero no es malsano por hallarse muy bien ventilado, menos por la parte del N. Las enfermedades mas dominantes son tísis y calenturas. Se surten de aguas del citado rio, y los barrios distantes de pozos, cuyas aguas todas son muy buenas. Tiene una calzada para carruage, abierta el año de 1847, que dirige á Tacloban, en la cual existe un puente de madera de unos 240 piés de largo por 24 de ancho, y además otros tres puentes del mismo material, de unos 36 piés de largo cada uno. Hay otra buena calzada en direccion á Tanánan, en la que se deja ver un puente de 246 piés de largo por 15 de ancho, y además un camino de herradura que dirige al pueblo de Alangalang, en el que existen cinco puentes. Tanto este camino como las dos calzadas y los puentes referidos, han sido abiertos y construidos desde que nuestros religiosos tomaron á su cargo la administracion de estos pueblos. El correo se recibe de la cabecera en dias indeterminados. [...] El casco del pueblo, se compone de unas doce casas de tabla y como 250 de nipa, hallándose las restantes esparcidas por las sementeras y cocales. En la actualidad es su Cura Párroco el R. P. Fr. Juan Perez, Predicador, de 27 años de edad. El término de este pueblo se estiende de N. á S. como dos leguas y cuatro de E. á O. Entre los varios montes que comprende descuella el llamado Guinhandang, poblado de maderas de inferior calidad, pero en los otros abundan las buenas maderas y caza de toda clase. El rio que baña el pueblo trae su orígen del interior de la isla, recibiendo en su tortuoso curso multitud de afluentes, y sería navegable á no ser por una cascada que hay como á media legua del pueblo, y otra junto al mismo, de suerte que solo es navegable desde la poblacion á la mar, y estos para embarcaciones de poco porte, por la gran barra que forma en su desagüe. Sus costas abundan de buen pescado, pero son de peligrosa navegacion por la continua reventazon y fuertes vientos que la combaten. El terreno cultivado produce bastante arroz, cocos, abacá, tabaco y palauán. Sus naturales se dedican á la agricultura, beneficio del abacá y aceite de coco, á la cria de cerdos y á la pesca, cuyos productos conducen á la cabecera de la provincia.
(Huerta, 1865, pp. 341-343)

En 2020, tenía censados 76 213 habitantes.

## Patrimonio
Hay en el municipio una catedral de la Transfiguración de Nuestro Señor.